# Relations entre la République dominicaine et l'Union européenne
Les relations entre la République dominicaine et l’Union européennesont à la fois bilatérales et multilatérales (dans le cadre du CELAC et du CARICOM).

## Sources

## Compléments